# 대구근대역사관

대구근대역사관은 대구의 근현대사를 한눈에 조명할 수 있도록 조성된 박물관으로 대구광역시 중구 경상감영길67번지에 위치하고 있다. 이 건물은 1932년 조선식산은행 대구지점으로 건립되었으며 1954년부터 한국산업은행 대구지점으로 이용된 근대 문화유산이다. 르네상스 양식으로 조형미가 뛰어나다고 평가받고 있는 역사관 건물은 원형이 잘 보존돼 2003년 대구시유형문화재 제49호로 지정되었다. 2008년 대구도시공사가 이 건물을 사들여 대구시에 기증, 이후 대구근대역사관으로 새롭게 단장해 2011년 1월 문을 열었다.

## 연혁
- 1931년 12월 조선식산은행 대구지점 착공
- 1932년 12월 조선식산은행 대구지점 준공
- 1945년 8월 한국식산은행 대구지점 사용
- 1954년 4월 한국산업은행 대구지점 사용
- 2003년 4월 대구광역시 유형문화재 제49호 지정
- 2008년 9월 한국산업은행 대구지점 이전, 대구도시공사에서 매입
- 2008년 12월 대구광역시로 현물배당
- 2010년 7월 대구근대역사관 조성공사 완료
- 2011년 1월 대구근대역사관 개관